# Isidor de Milet el Jove
|  | Per a altres significats, vegeu «Isidor de Milet el Vell». |

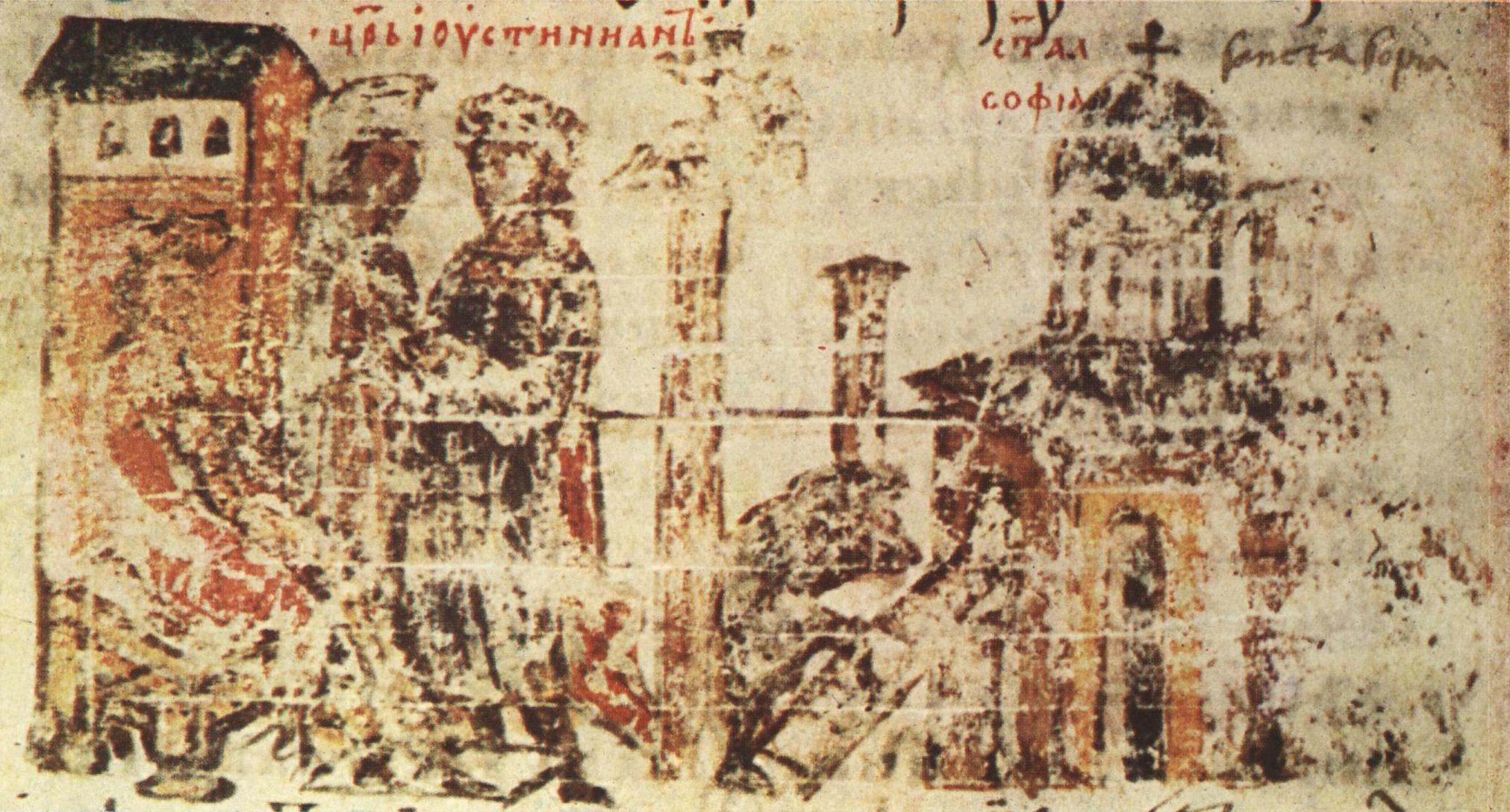
Construcció de Santa Sofia durant el regnat de l'emperador Justinià (miniatura 38 de la Crònica de Manassès, segle XIV).

Isidor de Milet el Jove (en llatí Isidorus, en grec antic Ἰσίδωρος) fou un eminent arquitecte de la ciutat de Milet que va viure a la meitat del segle vi.
Era nebot d'Isidor de Milet el Vell. Va reconstruir la cúpula i una part de la gran església de Santa Sofia de Constantinoble que havia estat damnada per un terratrèmol el 7 de maig de 558 i va fer alguns afegits a l'interior de l'església. En parlen Procopi i Agàties.